# Abu-l-'Atahiya
Abū l-ˤAtāhiyya (أبو العتاهية, nombre completo: Abu Isħaq Ismā'īl ibn Qāsim al-ˤAnazī إسماعيل بن القاسم العنزي، بن سويد العيني) (828 - 748) fue un poeta árabe nacido en 'Aynu t-Tamar en el desierto Irakí, cerca de al-Anbar. Sus ancestros eran parte de la tribu de Aniza. Pasó su juventud en Kufa, donde se encontró vendiendo por algún tiempo cerámica. Se mudó a Bagdad, continuó con sus negocios ahí, pero se volvió famoso por sus versos, especialmente aquellos dirigidos a Utba, una concubina del califa abasí al-Mahdi. Su amor no fue correspondido, a pesar de que al-Mahdi y después de él, el califa Harún al-Rashid intercedieron por él. Habiendo ofendido al califa, fue aprisionado por poco tiempo.
La última parte de su vida fue más ascética. Murió en 828 en el reinp del califa al-Ma'mun.
La poesía de Abū l-ˤAtāhiyya es notable debido a su rechazo de la artificialidad casi universal que se presentaba en aquellos días. La vieja poesía del desierto había sido constantemente imitado para esta época, aunque no era natural para la vida en el pueblo. Abū l-ˤAtāhiyya fue uno de los primeros en abandonar la vieja forma de la qasīda (elegía). Tenía mucha fluidez y usaba distintas métricas. También se le reconoce como uno de los primeros poetas filosóficos árabes.